# 针骨沙鸡子
针骨沙鸡子（学名：Phyllophorus spiculata）为沙鸡子科沙子鸡属的动物。分布于新加坡、澳大利亚以及中国大陆的福建到广西、北部湾沿岸、海南岛等地，多生活于潮间带到水深30米的沙泥底。该物种的模式产地在福建厦门。